# Kabinet-Brüning I

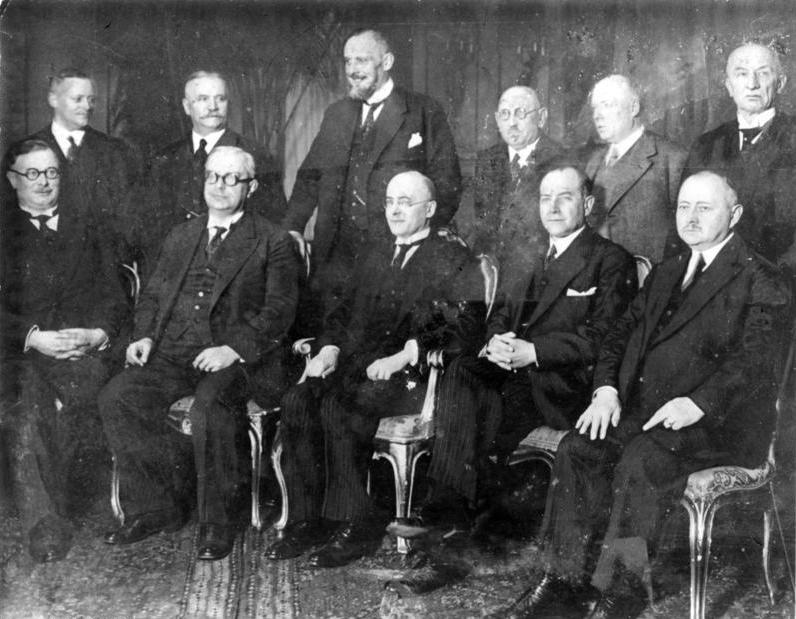
Kabinet-Brüning I. V.l.n.r. zittend: Joseph Wirth, Hermann Robert Dietrich, Heinrich Brüning, Julius Curtius, Georg Schätzel, staand: Gottfried Reinhold Treviranus, Martin Schiele, Johannes Viktor Bredt, Adam Stegerwald, Paul Moldenhauer, Theodor von Guérard. Wilhelm Groener ontbreekt op de foto

Het Kabinet-Brüning I regeerde in de Weimarrepubliek van 30 maart 1930 tot 10 oktober 1931.

## Kabinet–Brüning I
| Ambtsbekleder                       | Ambtsbekleder        | Ambtsbekleder                               | Functie(s)                            | Ambtstermijn     | Ambtstermijn      | Partij(en) |
| ----------------------------------- | -------------------- | ------------------------------------------- | ------------------------------------- | ---------------- | ----------------- | ---------- |
|                                     | Heinrich Brüning     | Heinrich Brüning (1885–1970)                | Rijkskanselier                        | 30 maart 1930    | 1 juni 1932       | DZ         |
| Vacant                              | Vacant               | Vacant                                      | Vicekanselier                         |                  |                   |            |
|                                     | Hermann Dietrich     | Hermann Dietrich (1879–1954)                | Vicekanselier                         | 27 juli 1930     | 1 juni 1932       | DDP        |
| Rijksminister van Economische Zaken | Hermann Dietrich     | Hermann Dietrich (1879–1954)                | 30 maart 1930                         | 26 juni 1930     |                   | DDP        |
| Rijksminister van Financiën         | Hermann Dietrich     | Hermann Dietrich (1879–1954)                | 26 juni 1930                          | 1 juni 1932      |                   | DDP        |
|                                     | Joseph Wirth         | Joseph Wirth (1879–1956)                    | Rijksminister van Binnenlandse Zaken  | 30 maart 1930    | 10 oktober 1931   | DZ         |
|                                     | Julius Curtius       | Julius Curtius (1877–1948)                  | Rijksminister van Buitenlandse Zaken  | 3 oktober 1929   | 10 oktober 1931   | DVP        |
|                                     | Paul Moldenhauer     | Paul Moldenhauer (1876–1947)                | Rijksminister van Financiën           | 23 december 1929 | 20 juni 1930      | DVP        |
|                                     | Heinrich Brüning     | Heinrich Brüning (1885–1970)                | Rijksminister van Financiën           | 20 juni 1930     | 26 juni 1930      | DZ         |
|                                     | Johann Viktor Bredt  | Johann Viktor Bredt (1879–1940)             | Rijksminister van Justitie            | 30 maart 1930    | 5 december 1930   | WP         |
|                                     |                      | Curt Joël (1865–1945)                       | Rijksminister van Justitie            | 5 december 1930  | 1 juni 1932       | O          |
|                                     | Ernst Trendelenburg  | Ernst Trendelenburg (1882–1945)             | Rijksminister van Economische Zaken   | 26 juni 1930     | 10 oktober 1931   | DDP        |
|                                     | Wilhelm Groener      | Generalleutnant Wilhelm Groener (1867–1939) | Rijksminister van Defensie            | 20 januari 1928  | 1 juni 1932       | O          |
|                                     | Adam Stegerwald      | Adam Stegerwald (1874–1945)                 | Rijksminister van Arbeid              | 30 maart 1930    | 1 juni 1932       | DZ         |
|                                     | Theodor von Guérard  | Theodor von Guérard (1863–1943)             | Rijksminister van Verkeer             | 30 maart 1930    | 10 oktober 1931   | DZ         |
|                                     | Martin Schiele       | Martin Schiele (1870–1939)                  | Rijksminister van Voedsel en Landbouw | 30 maart 1930    | 1 juni 1932       | DNVP       |
|                                     | Georg Schätzel       | Georg Schätzel (1874–1934)                  | Rijksminister van Posterijen          | 30 januari 1927  | 1 juni 1932       | BVP        |
|                                     | Gottfried Treviranus | Gottfried Treviranus (1891–1971)            | Rijksminister van Bezette Gebieden    | 30 maart 1930    | 30 september 1930 | KVP        |
| Rijksminister zonder portefeuille   | Gottfried Treviranus | Gottfried Treviranus (1891–1971)            | 30 september 1930                     | 10 oktober 1931  |                   | KVP        |